# Piyəküçə
Piyəküçə è un comune dell'Azerbaigian situato nel distretto di Lerik.